# Famille von Jagow
 (août 2024).
La famille von Jagow est une ancienne et importante famille noble de l'Altmark.

## Histoire
La famille Jagow, peut-être une branche des Uchtenhagen (de), apparaît pour la première fois dans un document en 1268 avec Arnoldus de Jagow, avec lequel commence également la lignée. Le nom de la famille vient de son siège principal Jagow, un quartier actuel d'Uckerland dans l'Uckermark, où elle est déjà mentionnée en 1250. Elle est établie principalement dans l'Altmark, de la Poméranie, de Magdebourg et de Lunebourg. Les Jagow sont maîtres chasseurs héréditaires de la marche de Brandebourg depuis le 3 septembre 1798, renouvelés le 15 octobre 1840. Les maîtres chasseurs héréditaires sont Friedrich Wilhelm Thomas Achatz von Jagow (1779-1854), son fils Karl von Jagow (1818-1888) et à nouveau son fils Günther von Jagow (1847-1928).
Parmi les propriétés figure le manoir de Scharpenhufe à Aland, qui est racheté par la famille après la réunification allemande et où elle gère une exploitation agricole de 600 hectares. Calberwisch appartient à la famille de 1524 jusqu'à l'expropriation en 1945, Krüden (de) de 1606 à 1919, Rühstädt de 1780 jusqu'à l'expropriation en 1945. En outre, le manoir de Dallmin près de Karstädt et le manoir de Quitzöbel (aujourd'hui Legde/Quitzöbel) appartiennent également à la famille.
Aux XIVe et XVe siècles, les von Jagow font partie, avec les Alvensleben, Bartensleben (de), Bismarck, von dem Knesebeck (de), Platen, Schenck (von Flechtingen und Dönstedt) ainsi que von der Schulenburg des huit familles châtelaines de l'Altmark qui dépendent directement du gouverneur de l'État et reçoivent de l'empereur et des margraves le prédicat de noblesse en tant que membres de l'armée.

## Blason
Le bouclier montre une roue rouge à six branches en argent. Un blaireau naturel avec deux flèches fleur de lys argentées sur son cou enjambe le casque aux couvertures rouge-argent. Selon les armoiries, ils sont de la même tribu avec les von Stülpnagel et, vu la similitude des armoiries et la région d'origine commune, probablement aussi avec les von Gloeden (de) d'Uckermark, von Uchtenhagen (de), von Wedell (de) et von Wreech (de).
Au château de Vitzenburg (de) se trouvent les armoiries d'alliance de la famille von der Schulenburg-Heßler (de) et de la famille von Jagow.

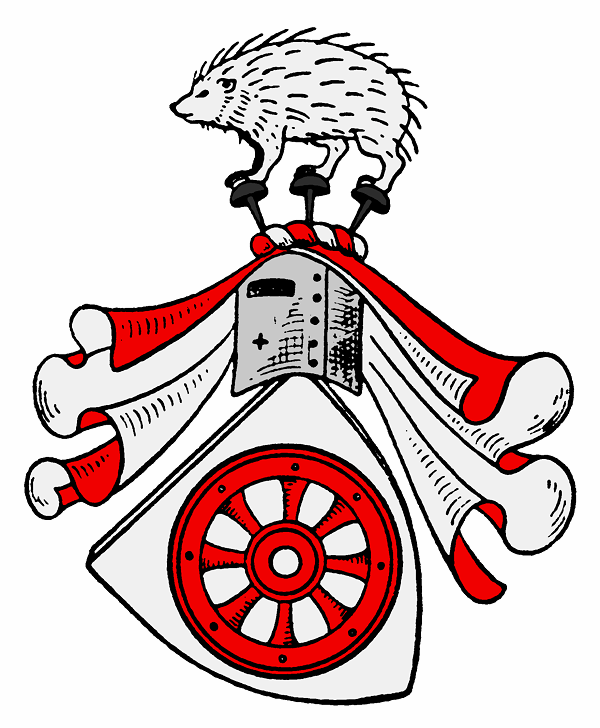
Armoiries de la famille von Stülpnagel
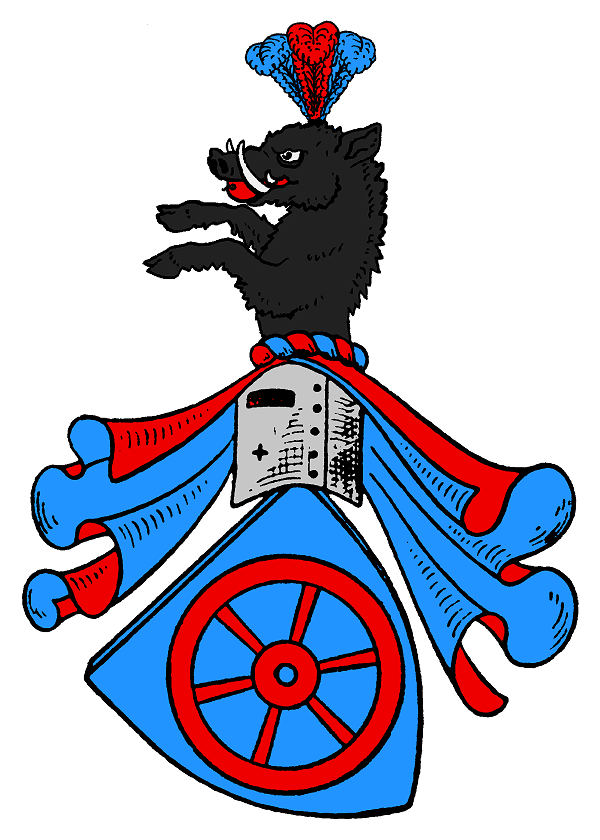
Armoiries de la famille von Gloeden (Uckermark)
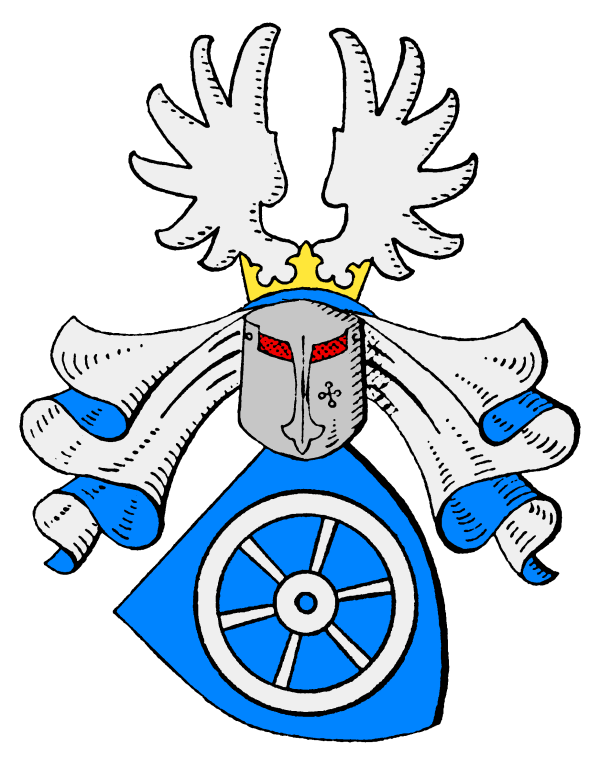
Armoiries de la famille von Wreech

## Personnalités

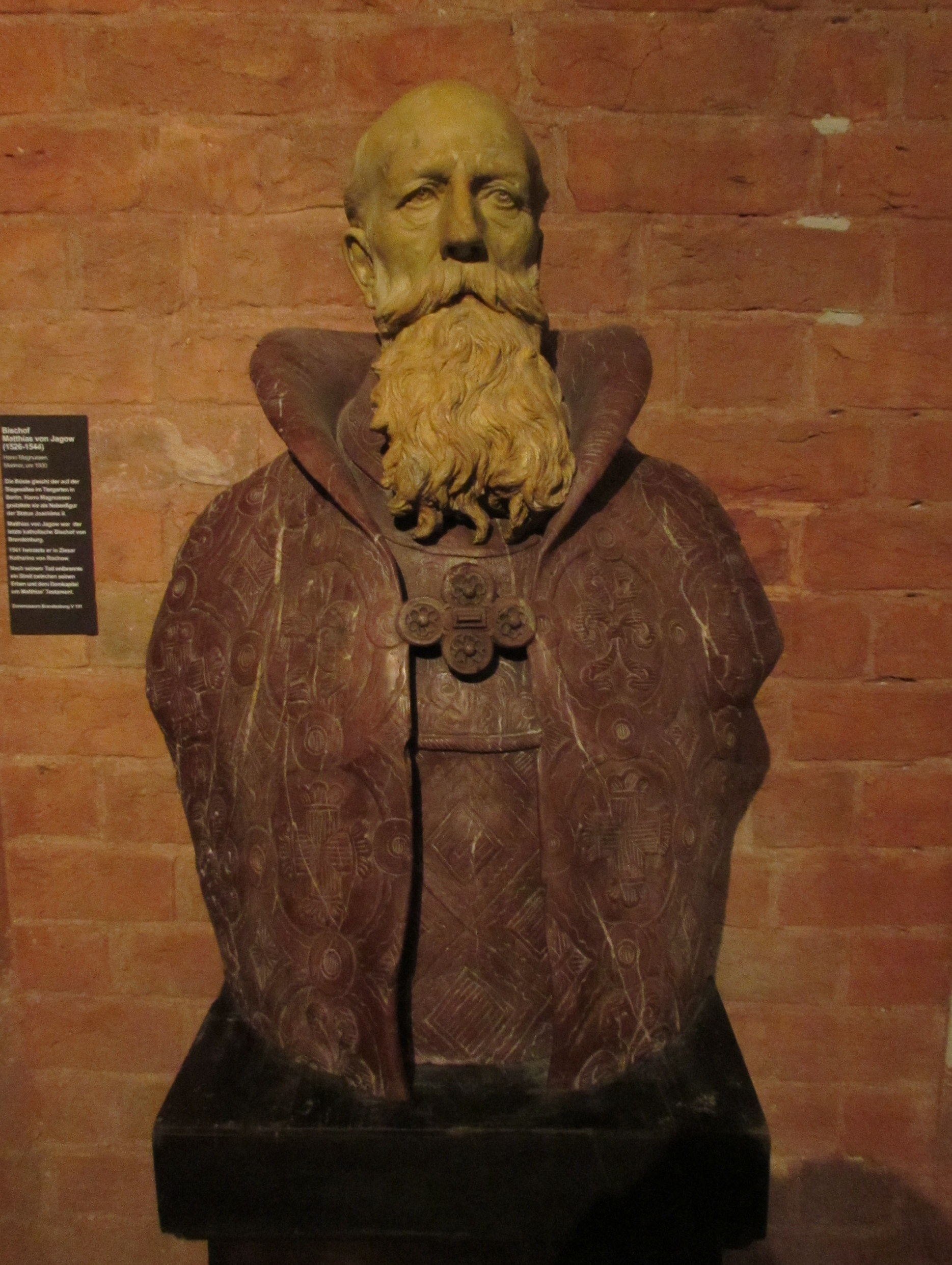
Matthias von Jagow (1480-1544), réformateur et évêque de Brandebourg

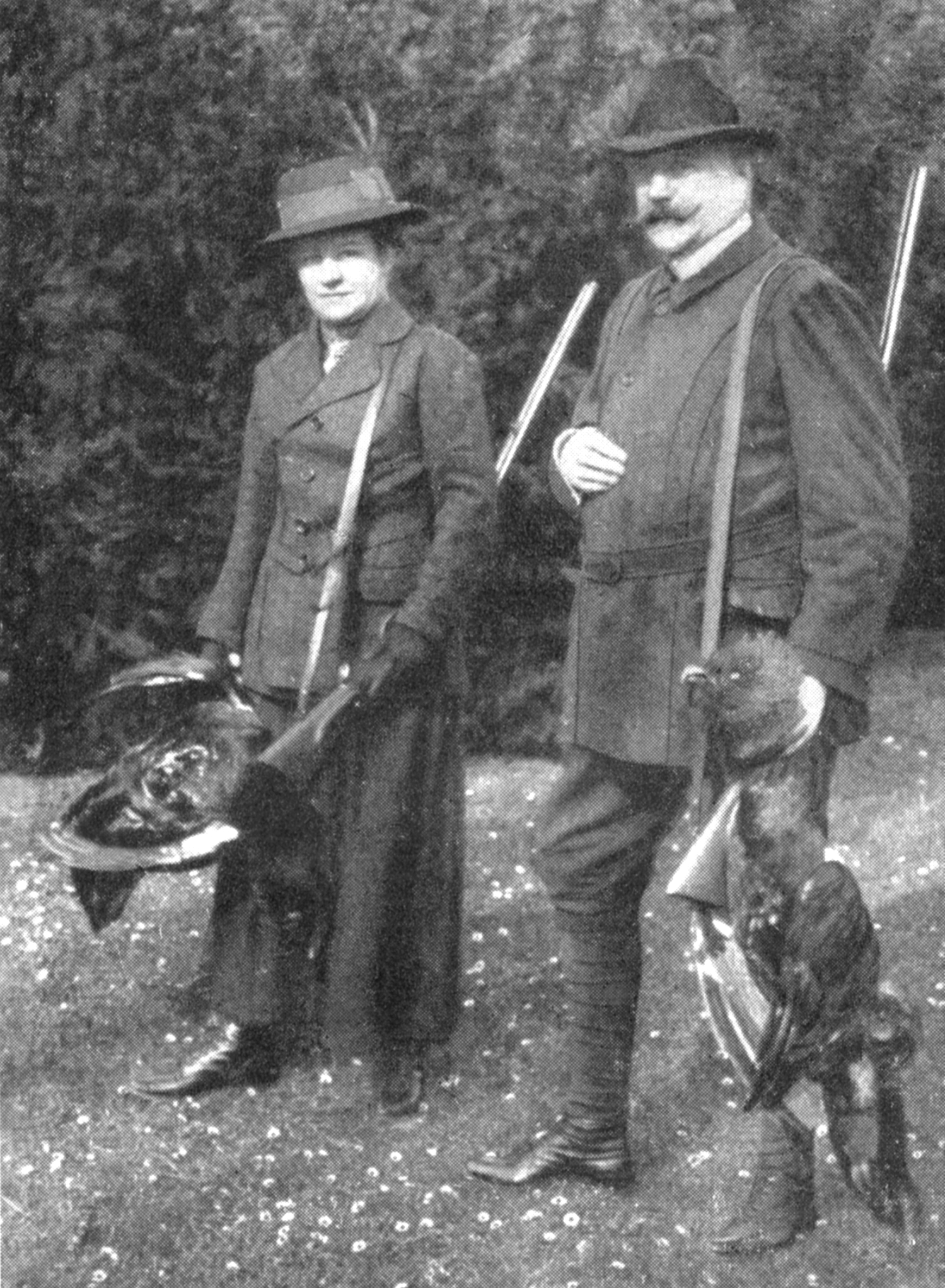
Le haut président Ernst von Jagow et sa femme Helene chassant le grand Tétras, 1915

- Matthias von Jagow (de) (1480-1544), réformateur et évêque de Brandebourg (de)
- Ludwig von Jagow (de) (1770–1825), général de division prussien, maître des écuries (depuis 1810)
- Wilhelm von Jagow (de) (1770–1838), administrateur de l'arrondissement d'Osterburg (de)
- Friedrich Wilhelm von Jagow (1771–1857), général d'infanterie prussien, citoyen d'honneur d'Erfurt (depuis 1825) et de Magdebourg (depuis 1835)
- Friedrich von Jagow (de) (1802–1858), administrateur prussien de l'arrondissement d'Osterburg
- Adolf von Jagow (de) (1811–1881), chambellan royal prussien
- Gustav von Jagow (1813-1879), fonctionnaire prussien et homme politique conservateur
- Karl von Jagow (de) (1818–1888), propriétaire foncier et député du Reichstag
- Julius von Jagow (1825–1897), administrateur de l'arrondissement de Prignitz-de-l'Ouest (de) et député du Reichstag
- Bernhard von Jagow (de) (1840-1916), propriétaire terrien et député de la chambre des seigneurs de Prusse
- Günther von Jagow (de) (1847-1928), propriétaire foncier et député du Reichstag
- Hermann von Jagow (de)(-Scharpenhufe) (1848-1923), propriétaire foncier et député du Reichstag
- Eugen von Jagow (de) (1849-1905), écrivain allemand[3]
- Ernst von Jagow (1853-1930), haut président de la province de Prusse-Occidentale, chanoine de Brandebourg
- Gottlieb von Jagow (1863-1935), diplomate et homme politique allemand
- Traugott von Jagow (1865-1941), chef de la police de Berlin
- Walther von Jagow (1867-1928), général de cavalerie allemand
- Hans-Georg von Jagow (de) (1880-1945), lieutenant général allemand
- Dietrich von Jagow (de) (1892-1945), envoyé allemand, SA Obergruppenfuhrer et député du Reichstag
- Clemens von Jagow (de) (1903–1993), président du tribunal régional de Lübeck de 1956 à 1968

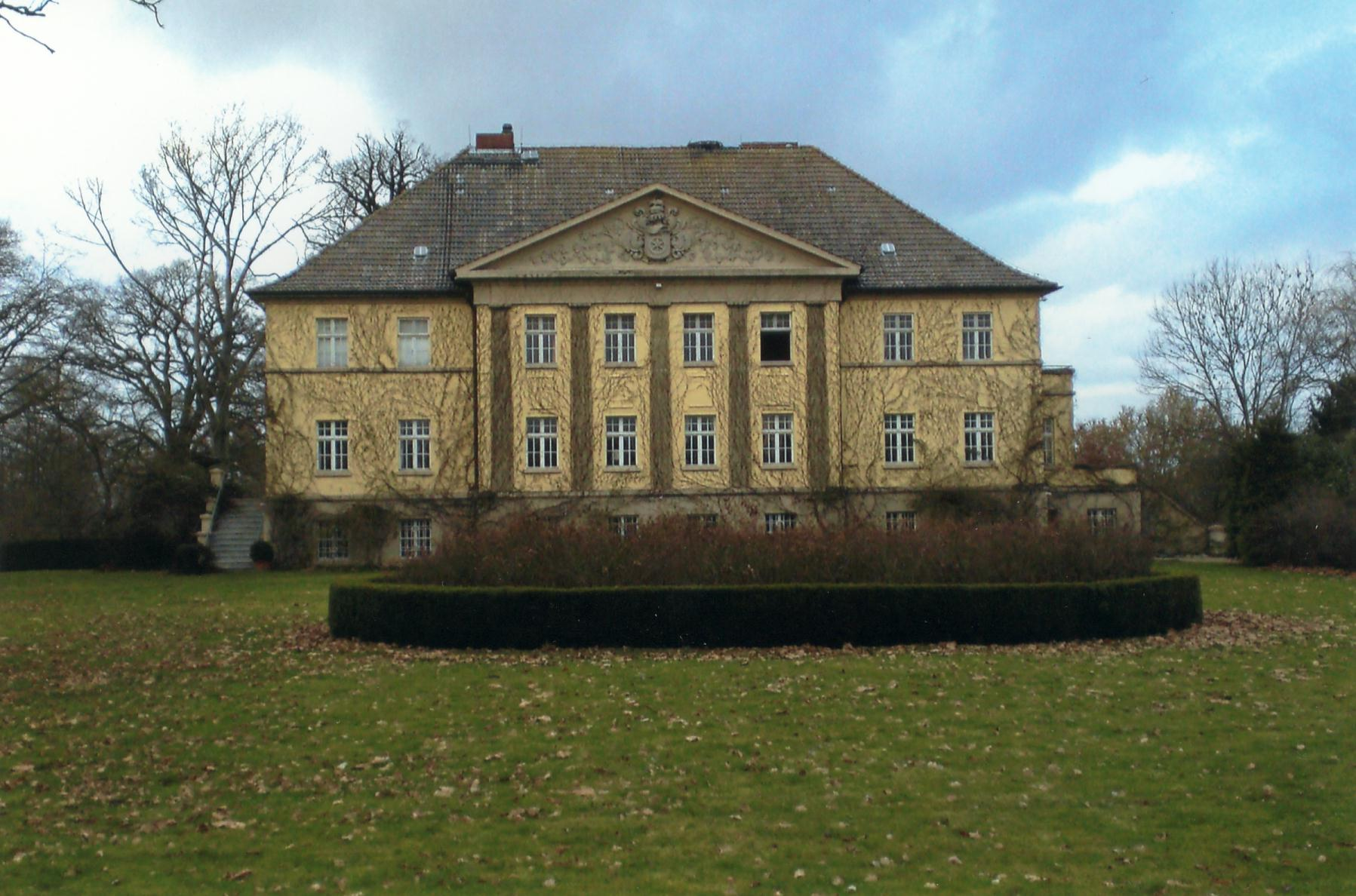
Manoir (de) de Scharpenhufe
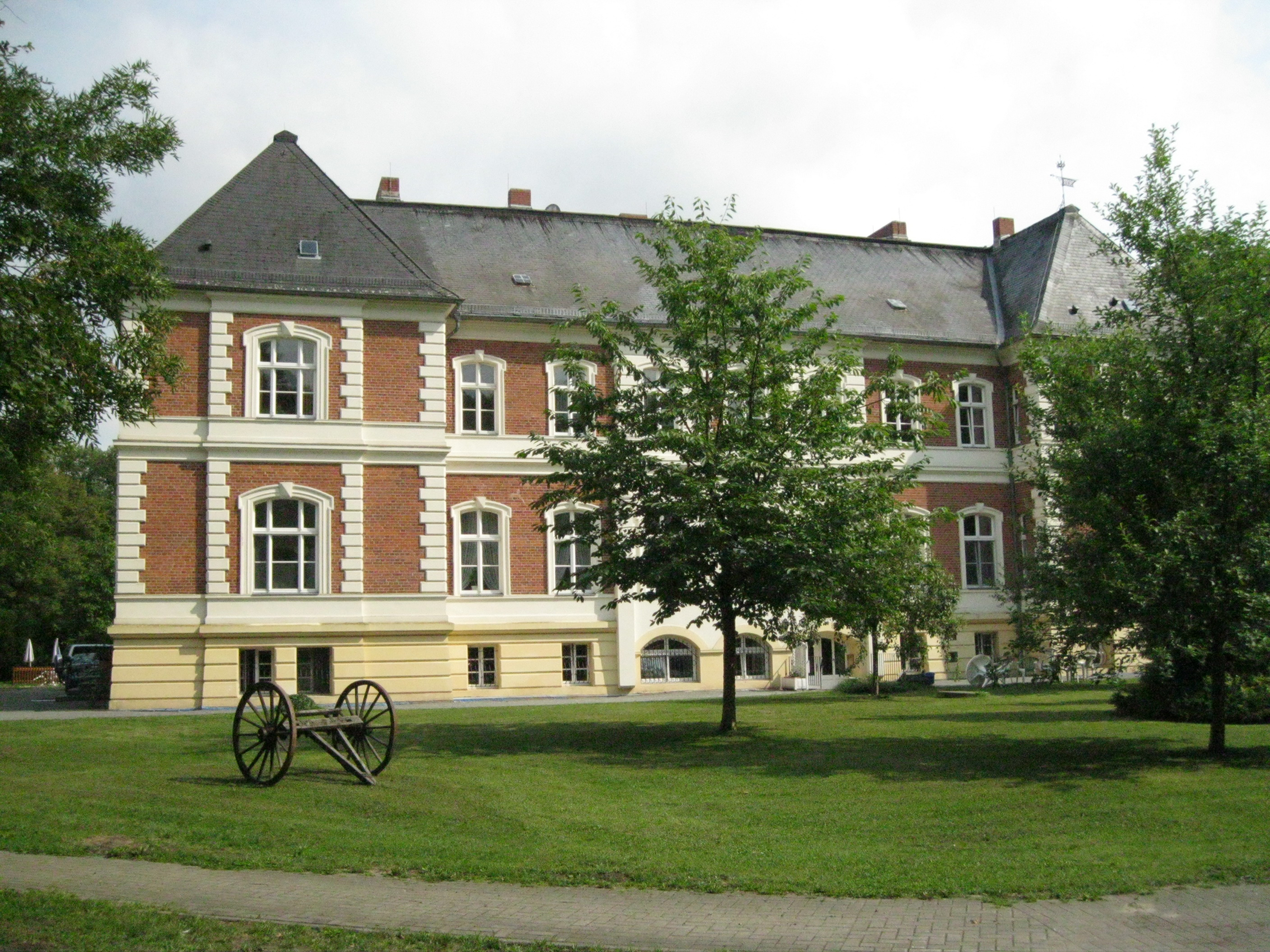
Schloss Calberwisch (de)
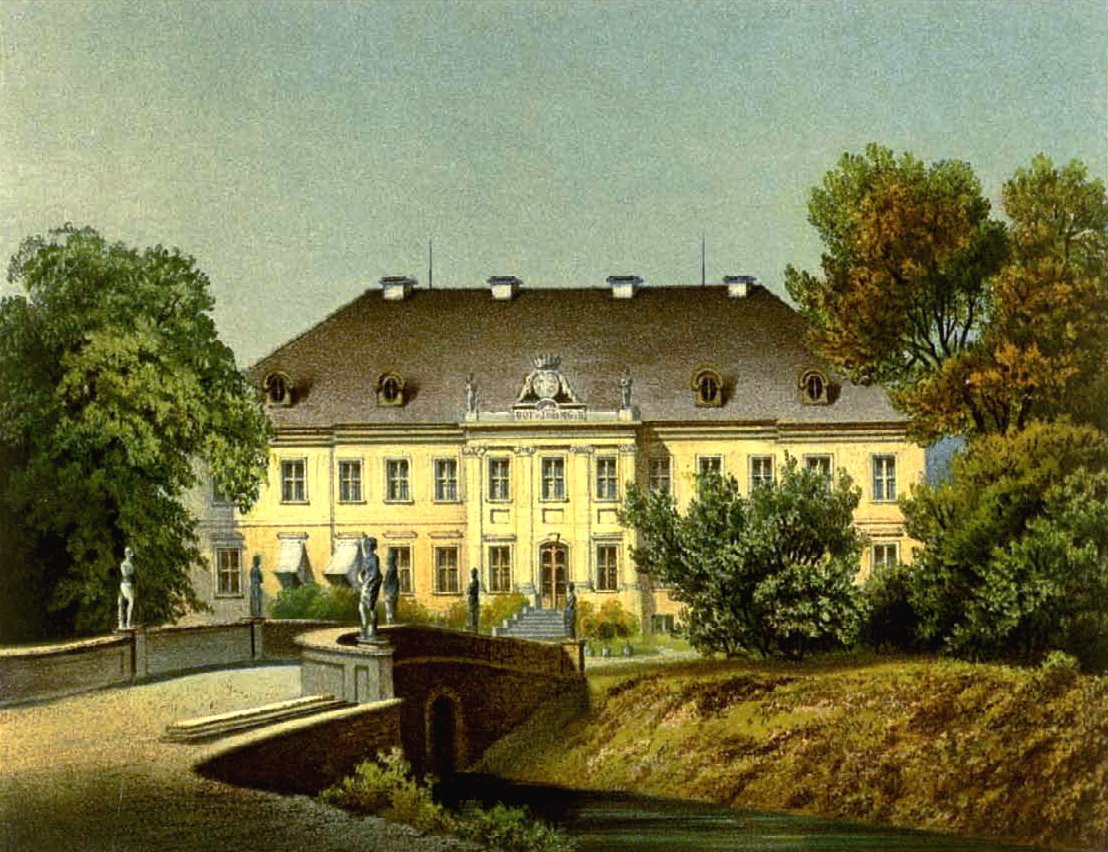
Château de Rühstädt vers 1860
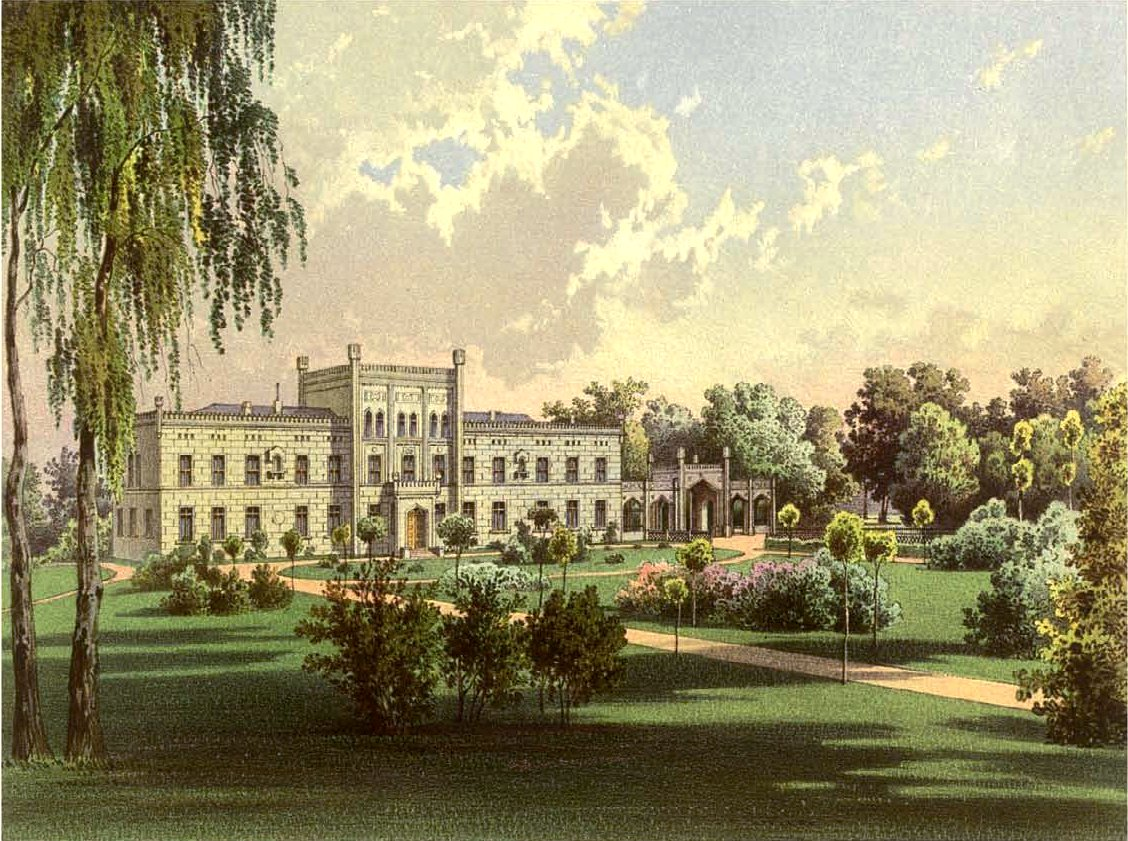
Château de Krüden (de) vers 1860
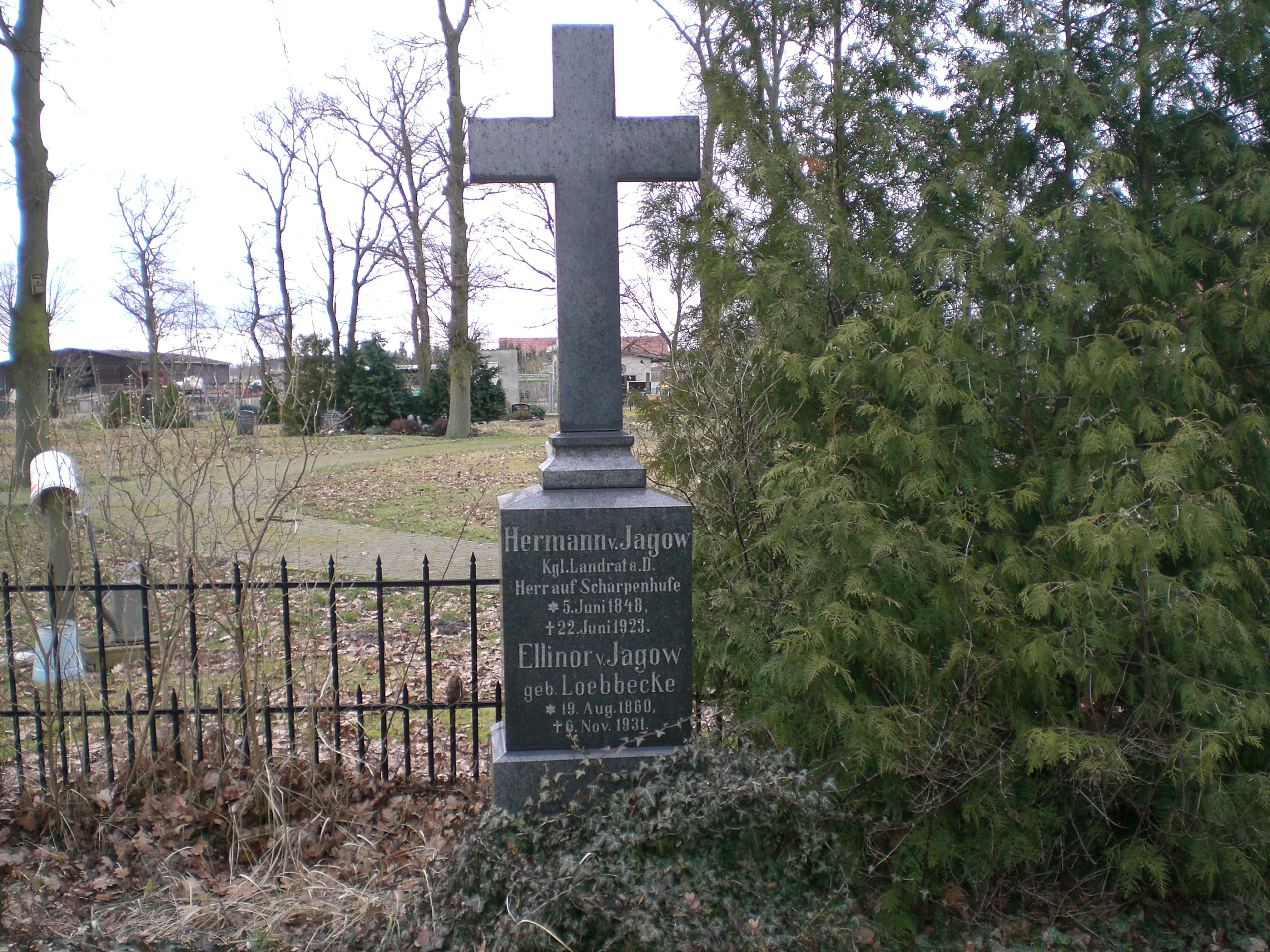
Tombe de la famille von Jagow au cimetière de Pollitz/ Altmark